# Heringes Anita
Heringes Anita (Szekszárd, 1984. augusztus 22. –) magyar politikus, 2014–2018 között MSZP-s országgyűlési képviselő, 2018. június 16-ig a párt elnökségi tagja, 2024. október 1-jétől Paks (egy helyi egyesület színeiben megválasztott) polgármestere.

## Életútja

### Tanulmányai
A paksi Móra Ferenc Általános Iskola német nemzetiségi osztályába járt, majd a paksi Vak Bottyán Gimnázium hatosztályos képzésében végezte közoktatási tanulmányait.
2004-ben felvételt nyert a Szegedi Tudományegyetem Bölcsészettudományi Karának kommunikáció szakára, ahol 2009-ben abszolutóriummal végzett. A szakdolgozati témája a kampánymarketing és a kampánykommunikáció volt. Hiányzó angol nyelvvizsgája okán oklevelét később a diplomamentő program keretében szerezte meg.

### Politikai pályafutása
Politikai pályafutását a Magyar Szocialista Párt ifjúsági tagozatában kezdte 2003-ban. A 2006-os magyarországi önkormányzati választáson Pakson képviselőjelöltként indult, de nem választották meg. 2008-tól a Societas – Baloldali Ifjúsági Mozgalom alelnöke. 2012-ben a Magyar Szocialista Párt paksi elnöke lett.
2014. május 6. óta a Magyar Szocialista Párt országgyűlési képviselője, a nyitó ülésen az Országgyűlés korjegyzője, a Fenntartható fejlődés bizottságának tagja. 2014. szeptember 17. óta a Fenntartható fejlődés bizottsága Környezet-egészségügyi, környezetbiztonsági és környezetvédelmi albizottságának tagja.
A 2019-es magyarországi önkormányzati választáson paksi önkormányzati képviselőnek választották, a polgármesteri választást elvesztette. 2024-ben az általa alapított Deák Ferenc Egyesület színeiben a város polgármesterének választották.

## Családja
Sváb családba született, édesapja építésztechnikus volt. Nagyváradon született férjével egy lányuk született. Pakson és Budapesten élnek.